# Гур-Арье, Йегуда
Йегуда Гур-Арье (ивр. יהודה גור-אריה‎; род. 18 февраля 1934, Ленкауцы, Хотинский уезд (жудец), Бессарабия) — израильский писатель, поэт и переводчик. Пишет на иврите.

## Биография
Родился в 1934 году в северном бессарабском селе Ленкауцы (Ленковцы, ныне Окницкого района Молдовы), расположенном на правом берегу Днестра. В 1941 году, в первые дни Великой Отечественной войны вместе с семьёй был депортирован румынскими оккупационными властями в гетто села Мурафа в Транснистрии (сейчас Шаргородский район Винницкой области Украины). Провёл в гетто 3 года, после гибели родителей был определён Красным Крестом в детские дома в Романе (Молдова), Бузэу (Валахия) и, в конце концов, в Бухаресте. В 1946—1950 годах жил в городе Дорохой (рум. Dorohoi) жудеца Ботошаны, где окончил начальную школу.
С 1950 года — в Израиле. Учился и одновременно работал сельскохозяйственным рабочим в кибуце. После службы в армии вновь вернулся в родной кибуц, где прожил последующие 15 лет. Окончил филологический факультет Тель-Авивского университета. Участник боевых действий Шестидневной войны (1967).
Публиковаться начал сразу на иврите как поэт, лишь годы спустя выступил в печати с прозаическими произведениями и, наконец, с начала 1980-х годов с многочисленными переводами с идиша, русского и румынского языков. В переводах Гур-Арье было опубликовано более 35 книг поэзии и прозы. Среди переведённых им румынских авторов — Михай Эминеску, Ион Минулеску, Марин Преда, Захария Станку, Д. Р. Попеску и Норман Маня, а также ряд израильских литераторов, пишущих на румынском языке — Борис Векслер-Влэстару, М. Рудич, Еужен Лука, Соло Хар, Леопольд Биттман-Руга, Шауль Кармель, Леопольд Брукштейн и Луиза Кароль. В переводах Гур-Арье отдельными книгами в числе прочих выходили повести Л. Н. Толстого, Бориса Пастернака («Охранная грамота») и Владимира Войновича. С идиша перевёл книги Й. Трунка, Шлоймэ Ворзогера, Ентэ Маш, Ицхока Башевис Зингера, Ш. Л. Шнайдермана, Эли Шехтмана, Александера Шпигльблата (исследование творчества Ицика Мангера) и другие.
В 1969 году вместе с Яривом Бен Ахароном и Муки Цуром принял участие в коллективном сборнике личных впечатлений участников Шестидневной войны, составленном на идише А. Добрушкесом («Кемфер дэрцейлн» — бойцы рассказывают, издательство И. Л. Переца: Тель-Авив, 1969). Работал заместителем редактора ежедневной газеты «Маарив» по культуре и литературе, затем редактором научной литературы. Автор книг поэзии и прозы «Поэтические миниатюры в синем» (1966), «Хвала лету» (1978), «Похождения Тали» (повести для детей, 1984), «Пропуск» (1988), «Агрегатные состояния вещества» (1994), «Запах хвои» (повести, 1999), «Цвета бабочек» (2006). Поэзия и проза переводились на идиш, английский, румынский и итальянский языки.
Лауреат государственной премии Израиля в области перевода (1995), премии Я. Фихмана (2002) и премии имени Д. Гофштейна (за вклад в культуру на идише, 2006). В 2025 году получил премию израильского Национального управления по культуре идиш за достижения в области литературы на этом языке и вклад в художественные переводы.

## Книги
- זערורים (Поэтические миниатюры). Махаброт леСофрот: Тель-Авив, 1966.
- קעמפֿער דערצײלן (Кемфер дэрцейлн — бойцы рассказывают, на идише). Совместно с Я. Бен Ахароном и М. Цуром, составитель Азарье Добрушкес. И. Л. Перец-Фарлаг: Тель-Авив, 1969.
- שבחי הקיץ (Хвала лету, стихи). Екед: Тель-Авив, 1978[5].
- תעלולי טלי (Похождения Тали, повести для детей). Сефрит поалим[ивр.]: Тель-Авив, 1983/84.
- תעודת מעבר (Пропуск, стихи). Екед: Тель-Авив, 1988.
- מצב צבירה (Агрегатные состояния вещества, стихи). Сефрит поалим[ивр.]: Тель-Авив, 1994.
- ריח אורנים (Реа ораним — Запах хвои, рассказы и повести). Екед: Тель-Авив, 1999.
- Vetro di Hebron — Racconti Israelani [6]. La Giuntina: Флоренция, 2002 и Garzanti Libri[итал.]: Милан, 2004.
- Andre’s Wooden Clog (с Цурьей Лахав). Тель-Авив, 2004 (Почётный каталог International Board on Books for Young People, 2004).
- צבעי פרפר (Цивье парпар — Цвета бабочек, стихи). Кармель: Иерусалим, 2006.